# ایشایا شاماشا دیوید بیت-ضیا
ایشایا شاماشا دیوید بیت-ضیا (زاده ۱۹۰۶ – مرگ ۲۰ دسامبر ۱۹۸۵) نویسنده و شاعر ایرانی آشوری بود. از او تعدادی کتاب و چندین نوشته به زبان آشوری به جای مانده‌است. برجسته‌ترین کتاب او که ۹۰۰ صفحه داشت، تاشیتا باتناهریان آشور-باول نام دارد. .

## زندگی‌نامه
ایشایا شماسا دیوید بت ضیا در سال ۱۹۰۶ در روستای رحیم آباد از شمعشا داوید، که یک شماس در کلیسای کاتولیک کلدانی و خینه که هر دو از دهکده‌ای در نزدیک گولان اورمیه بودند، زاده شد. با اینکه تمام خانواده و آشنایان دور و نزدیک او در نسل‌کشی آشوریان کشته شده بودند، وی و مادرش پس از پنهان شدن در انبار موفق به زنده ماندن شدند. پس از فرار به امپراتوری روسیه و سپس همدان، او و مادرش به بغداد نقل مکان کردند. وی در زمان حضور در عراق و پس از الهام از ویرانه‌های آشور در سفر به نینوا در سال ۱۹۲۹ نویسنده شد. وی بیش از بیست سال در عراق زندگی کرد تا اینکه سرانجام به تهران مهاجرت کرد و در آنجا نوشته‌های خود را چاپ کرد..

## گزیده آثار
- تاشیتا باتناهریان آشور-باول (تهران، ۱۹۶۳)
- نیسان کدیشا (تهران، ۱۹۶۵)
- چندپارگی از برای چه؟ (منتشر نشده، ۱۹۵۶)
- تاشیتا باتناهریان آشور-باول، جلد دوم (منتشر نشده، ۱۹۶۳)
- تاریخچه موراسا (منتشر نشده، ۱۹۶۸)
- سرگذشت آزو-مارون (منتشر نشده، ۱۹۶۹)
- برگ‌های مو (منتشر نشده، ۱۹۶۸)
- رد مارگانتینا (منتشر نشده، ۱۹۶۸)
- اعتماد و خیانت یک ملت (منتشر نشده، ۱۹۸۳)
- خودآموز (منتشر نشده، ۱۹۸۳)